# Battaglia di Xuân Lộc
La battaglia di Xuân Lộc (in vietnamita Trận Xuân Lộc) fu l'ultima grande battaglia della guerra del Vietnam. Lo scontro avvenne a Xuân Lộc, nella provincia di Đồng Nai.
Nel giro di dodici giorni, tra il 9 e il 21 aprile 1975, le riserve sudvietnamite, in inferiorità numerica, tentarono di impedire alle forze nordvietnamite di invadere la città e di avanzare verso Saigon, capitale del Vietnam del Sud. L'esercito della Repubblica del Vietnam (ARVN) impegnò quasi tutte le sue forze mobili rimanenti, in particolare la 18ª divisione, sotto il comando del generale di brigata Lê Minh Đảo, nella difesa della città, nella speranza di rallentare l'esercito popolare del Vietnam (EPV). La battaglia terminò quando la città di Xuân Lộc fu catturata dal 4º Corpo d'armata dell'EPV, guidato dal maggiore generale Hoàng Cầm.

## Terreno
La città di Xuân Lộc è sita a circa sessantaquattro chilometri a nord-est di Saigon, sulla strada che conduce all'importante base aerea di Biên Hòa.

## Forza in campo
Alla battaglia parteciparono, per i sudvietnamiti, la 18ª divisione ed elementi della divisione aviotrasportata, e per i nordvitenamiti, il 4° corpo d’armata composto da 40 000 soldati.

## Svolgimento della battaglia
La battaglia iniziò il 9 aprile 1975 e terminò il 22 aprile 1975, quando i difensori sudvietnamiti, isolati dalle manovre d’aggiramento comuniste, furono costretti a ritirarsi.
Durante la battaglia, gli attacchi dei soldati sudvietnamiti e le bombe a grappolo della loro aviazione inflissero pesanti perdite ai nordvietnamiti. Ma anche per il Sud Vietnam vi furono pesanti perdite: la 18ª divisione perse circa il 30% degli effettivi e il 52º reggimento venne praticamente annientato.
Il comandante in capo delle forze comuniste nel Sud Vietnam, Generale Van Thien Dung, fu costretto ad ammettere che a Xuan Loc l’esercito sud vietnamita oppose una resistenza “dura e disperata”.
L’abbandono di Xuân Lộc, ultima linea di difesa sudvietnamita, segnò la fine del Vietnam del Sud. La capitale Saigon venne circondata da 16 divisioni nordvietnamite e cadde il 30 aprile 1975.